# Kanton Mojinete
Der Kanton Mojinete ist ein Gemeindebezirk im Departamento Potosí im südamerikanischen Anden-Staat Bolivien.

## Lage im Nahraum
Der Cantón Mojinete ist einer von fünf Kantonen in dem Municipio Mojinete in der Provinz Sur Lípez. Er grenzt im Nordosten und Norden an die Provinz Nor Chichas, im Westen an den Kanton La Cienega, im Südwesten an das Municipio San Antonio de Esmoruco, im Süden an den Kanton Casa Grande und im Osten an die Republik Argentinien.
Der Kanton erstreckt sich zwischen etwa 21° 45' und 21° 51' südlicher Breite und 66° 13' und 66° 22' westlicher Länge, er misst von Norden nach Süden bis zu 10 Kilometer, von Westen nach Osten bis zu 15 Kilometer. In dem Kanton gibt es fünf Gemeinden, der zentrale Ort ist Mojinete im nordöstlichen Teil des Kantons mit 271 Einwohnern. Der Kanton liegt auf einer mittleren Höhe von 4000 m.

## Geographie
Der Kanton liegt in der Cordillera de Lípez am Südrand des bolivianischen Altiplano, das Klima der Region ist semiarid und weist ein typisches Tageszeitenklima auf, bei dem die mittlere Temperaturschwankung im Tagesverlauf deutlicher ausfällt als im Ablauf der Jahreszeiten.
Die Jahresdurchschnittstemperatur der Region liegt bei knapp 8 °C (siehe Klimadiagramm Mojinete), die Monatswerte schwanken nur unwesentlich zwischen knapp 3 °C im Juni/Juli und 11 °C von Dezember bis Februar. Der Jahresniederschlag liegt bei niedrigen 230 mm, die Monatsniederschläge liegen unter 10 mm in dem Winterhalbjahr von April bis Oktober und erreichen nur von Dezember bis Februar Werte von 50 bis 60 mm.

## Bevölkerung
Die Einwohnerzahl in dem Kanton ist zwischen den letzten beiden registrierten Volkszählungen um etwa ein Fünftel angestiegen, die Daten der Volkszählung 2012 liegen noch nicht vor:
| Jahr | Einwohner | Quelle           |
| ---- | --------- | ---------------- |
| 1992 | 307       | Volkszählung     |
| 2001 | 376       | Volkszählung     |
| 2012 | .         | noch keine Daten |

Die Bevölkerungsdichte des Municipio Mojinete bei der letzten Volkszählung 2001 betrug 1,9 Einwohner/km², der Anteil der städtischen Bevölkerung ist 0 Prozent. Der Anteil der unter 15-Jährigen an der Bevölkerung beträgt 44,2 Prozent, der Frauenanteil ist 57 Prozent.
Der Alphabetisierungsgrad bei den über 19-Jährigen beträgt 79 Prozent, und zwar 98 Prozent bei Männern und 62 Prozent bei Frauen. Wichtigste Sprache mit einem Anteil von 97 Prozent ist Quechua, 81 Prozent der Bevölkerung sprechen Spanisch. 86 Prozent der Bevölkerung sind katholisch, 13 Prozent evangelisch. (2001)
Die Lebenserwartung der Neugeborenen liegt bei 52 Jahren. 98,5 Prozent der Bevölkerung haben keinen Zugang zu Elektrizität, 82 Prozent leben ohne sanitäre Einrichtung. (2001)

## Gliederung
Der Cantón Mojinete untergliedert sich in die folgenden beiden Subkantone (vicecantones oder comunidades):
- Vicecantón Mojinete – 3 Gemeinden – 277 Einwohner (Volkszählung 2001)
- Vicecantón Casa Pintada – 2 Gemeinden – 99 Einwohner